# Charaxes adamsoni
Charaxes adamsoni är en fjärilsart som beskrevs av Moore 1895. Charaxes adamsoni ingår i släktet Charaxes och familjen praktfjärilar. Inga underarter finns listade i Catalogue of Life.